# Essence (glazbeni sastav, Hrvatska)

Essence, hrvatski glazbeni sastav iz Splita. 

## Povijest
Osnovani su kasne 1998. godine. Glazba im je mješavina raznih glazbenih žanrova od progresivnog metala i "stoner sludgea" do HC punka i jazzy matha. Glazbeno su na njih utjecali: Neurosis, High on Fire, Crowbar, Kyuss, Amebix, Refused, Tool, Carcass, St.Vitus, Entombed, Meshuggah, At The Gates, Killing Joke, George Carlin, Bill Hicks, Converge, TodayIsTheDay.
Zbog izvornosti svog stila uvijek je bilo teško definirati njihov žanr pa sami za sebe kažu da su neka vrsta math'n'rolla. Objavili su četiri studijska albuma i jedan kompilacijski. Sastav se ponešto mijenjao u postavi. Nastupali su na brojnim mjestima i bili predsastav poznatim sastavima kao Today Is The Day, Jucifer, Cripple Bastards, From Ashes Rise, Nomeansno, Dismember. Albume Combustus i Mp3 Discography 1998-2008  dizajnirao im je Igor Mihovilović.
Nastupili su na festivalu Oluja 2017. godine.

## Diskografija
Objavili su albume:
- Dirt In Frame, studijski album, My Favourite Records, 2000.
- Rea, studijski album, samizdat, 2002.
- Larva, studijski album, samizdat, 2004.
- Mp3 Discography 1998-2008, kompilacijski album, samizdat, 2008.
- Combustus, studijski album, samizdat, 2012.

## Članovi
Članovi su bili dosad:
- Ranko "Smo" Smoljan - gitara
- Ivo "Frusta" Vatavuk - vokal
- Tonći "The Dude" Stanić - bubnjevi
- Vinko "Rufio" Madirazza Ravlić - bas-gitara
- Karmelo "Chmite" Marin - gitara
- Jan "Pele" Ivelić - bubnjevi (1998. – 2014.)
- Marin "Manir" Dumanić - gitara (2000. – 2002.)
- Ognjen Pavlović - bas-gitara (1998. – 2002.)
- Joško Žižić[5]

## Vanjske poveznice
- Facebook
- Kanal Essence na YouTubeu
- BandCamp
- Discogs